# 高坂美恵子
髙坂 美惠子（たかさか みえこ、1951年 - ）は、日本の女子陸上競技選手。兵庫県津名郡広石村（現・洲本市五色町広石）出身。専門はやり投げ。
兵庫県立三原高等学校、日本体育大学卒。1973年にマニラで開催されたアジア陸上競技選手権大会で優勝、翌年のテヘランで開催されたアジア競技大会でも準優勝している。日本陸上競技選手権大会では1972年、73年、75年に優勝している。
元神戸学院大学の経営学部の教授。

## 主な国内大会
- 1966年、1968年 全国高校総合体育大会 2度  勝優
- 第23回、第27回、第29回、第30回 国民体育大会 4度　優勝
- 第38回、第39回、第40回、第41回 全日本学生選手大会 4度　優勝
- 第54回、第56回、第57回、第59回 全日本選手権大会 4度　優勝
- 1972年　第4回 関東学生対東日本実業団大会 優勝 （日本記録樹立）
- 1974年　第9回 全日本女子大会 優勝　（日本記録樹立）
- 1974年　第29回国民体育大会 優勝　（日本新記録樹立）

## 主な国際大会
- 1969年 第1回太平洋沿岸五カ国大会 優勝　（大阪、長居）
- 1973年 第1回アジア親善陸上大会 優勝　（韓国、ソウル）
- 1973年 第1回アジア陸上選手権大会 優勝　（フィリピン、マニラ）
- 1973年 ユニバーシアードモスクワ大会 6位　（ソ連、モスクワ）
- 1973年 第2回太平洋沿岸五カ国大会・本大会 2位　（カナダ、トロント）
- 〃　　　　　　・地方大会 2位　（カナダ、オタワ）
- 〃　　　　　　・地方大会 優勝　（カナダ、モントリオール）
- 〃　　　　　　・地方大会 優勝　（カナダ、ビクトリア）　日本タイ記録樹立
- 1974年 第7回アジア大会 2位　（イラン、テヘラン）
- 1975年 第1回日中陸上大会 優勝　（日本、東京）
- 1975年 ニュージーランド国際選抜陸上大会 3位　（ニュージーランド、クライストチャーチ）
- 1976年 モントリオールオリンピック標準記録突破、候補選手となる。織田幹夫（早稲田大学名誉教授、アムステルダムオリンピック三段跳び金メダリスト）を学識経験コーチとし指導を受ける。その後、右膝半月板を損傷し手術。現役を引退する。